# Albizia androyensis
Albizia androyensis är en ärtväxtart som beskrevs av René Paul Raymond Capuron. Albizia androyensis ingår i släktet Albizia och familjen ärtväxter. Inga underarter finns listade i Catalogue of Life.